# Toni De Gregorio
Toni De Gregorio, all'anagrafe Antonio De Gregorio (Marostica, 3 marzo 1931 – 5 maggio 2006), è stato un regista e sceneggiatore italiano.

## Biografia
Girò numerosi documentari e cortometraggi negli anni Sessanta del XX secolo, oltre a diversi film e sceneggiati televisivi per la Rai.
Nel 1968 fu protagonista (con altri registi come Citto Maselli, Pier Paolo Pasolini, Ugo Gregoretti e Cesare Zavattini) delle contestazioni al Festival del cinema di Venezia, culminate con l'occupazione della Sala Volpi. 
Nel 1974 diresse il suo unico lungometraggio per il cinema, tratto dal romanzo Viaggio nella vertigine di Evgenija Solomonovna Ginzburg: E cominciò il viaggio nella vertigine, con protagonisti Ingrid Thulin, Gastone Moschin e Milena Vukotic.
Alla fine degli anni Settanta ritornò in Veneto, prima a Venezia e poi nella nativa Marostica. Collaborò con Ermanno Olmi all'esperienza di Ipotesi Cinema a Bassano del Grappa.

## Vita privata
Si sposò dapprima con Laura Balbi, compaesana pittrice e insegnante di francese, da cui ebbe la figlia Cristina De Gregorio. Rimasto vedovo della prima moglie, si sposò poi con l'attrice Anna Bonasso, da cui ebbe due figli: un maschio, Paolo, e una femmina, Maddalena.

## Filmografia

### Cinema
- E cominciò il viaggio nella vertigine (1974)
- Nella tua vita (1975) - cortometraggio

### Televisione
- Due oriundi per Cesare (1965) - documentario
- Uno di noi (1967) - film TV
- Utopia (1970) - film TV
- Vivere insieme (1970) 3 episodi - serie TV
- Pendolari alla rovescia (1971) - film TV
- Nella tua vita (1976) - miniserie TV
- L'altra Venezia (1980) - documentario
- L'accademia dei Concordi di Rovigo (1984) - documentario
- Così è andata: Gente di montagna (1987) - documentario